# StampMedia
StampMedia is een jongerenorganisatie, gevestigd in Antwerpen, dat sinds 2018 de stem van jongeren versterkt door middel van media en journalistiek. StampMedia is tevens een Vlaams jongerenpersagentschap, erkend als algemeen nieuwsmedium door de Vlaamse Vereniging van Journalisten.

## Historiek
In 2008 werd StampMedia opgericht in de Antwerpse Prekersstraat. In 2010 begon StampMedia online artikels uit te wisselen met Apache.be, MO* en rekto:verso. Gezien MO* deel uitmaakt van Roularta Media Group verschijnen stukken ook op Knack.be. In 2016 kende het agentschap beurzen toe aan jonge creatieve journalisten. In 2018 verhuisde het persbureau naar de Permeke bibliotheek aan het De Coninckplein (Antwerpen).